# Vasili Yan
Vasili Grigórievich Yan (en ruso: Васи́лий Григо́рьевич Ян; 4 de enero de 1875, Kiev, Imperio ruso) – (5 de agosto de 1954, Zvenígorod, Óblast de Moscú) fue un escritor ruso de novelas históricas. El nombre Vasili Yan (también escrito "Vassily Yan" (o "Ian"), o "V. Yan") fue el pseudónimo de Vasili Grigórievich Yanchevetski (Васи́лий Григо́рьевич Янчеве́цкий).

## Biografía
Vasili Yan nació en Kiev, en una familia de profesores. Su padre había pertenecido a una familiar de sacerdotes ortodoxos; luego de graduarse del seminario, se convirtió en profesor de griego y de latín.
En 1897, Yan se graduó de la facultad de historia y filología de la Universidad de San Petersburgo. Las impresiones que recogió de un viaje de dos años a través de Rusia formaron la base para su libro Caminando en Rusia (1901). Entre 1901 y 1904, trabajó como inspector de pozos en Turquestán, donde estudió las lenguas y los modos de vida de las personas locales. Durante la Guerra ruso-japonesa fue corresponsal militar para la Agencia Periodística de San Petersburgo (SPA). Entre 1906 y 1913, fue profesor de latín en el primer gymnasium de San Petersburgo. Como organizador de los scouts, conoció al coronel Robert Baden-Powell, que visitó Rusia en 1910.
En otoño de 1910, presentó la revista Pupilo. En 1913, trabajó como corresponsal en Turquía para la SPA. En 1914, con el inicio de la Primera Guerra Mundial, se convirtió en el corresponsal militar en Rumanía. Entre 1918 y 1919, trabajó en la imprenta del campamento militar de Aleksandr Kolchak, en Siberia. Después de la restauración de la autoridad soviética en Áchinsk, obtuvo trabajo como profesor, correspondiente y director escolar en Urianjái, Tuvá. Después, se convirtió en el editor del periódico El poder del trabajo en Minusinsk. Fue entonces que adoptó el pseudónimo Yan. En 1923, se mudó a Moscú.